# Ad Moolhuijzen
Adrianus (Ad) Theodorus Moolhuijzen (Arnhem, 1 april 1943) is een voormalig Nederlands waterpolospeler.
Ad Moolhuijzen nam eenmaal deel aan de Olympische Spelen, in 1968. Hij eindigde met het Nederlands team op de zevende plaats. In de competitie kwam Moolhuijzen uit voor Neptunus uit Arnhem.

## Trivia
Moolhuijzens zoon Bas de Jong en zijn kleindochter Lola Moolhuijzen waren eveneens waterpolo-internationals en kwamen beide uit op de Olympische Spelen.
Bart Bongers · 
Fred van Dorp · 
Loet Geutjes · 
André Hermsen · 
Wim Hermsen · 
Hans Hoogveld · 
Evert Kroon · 
Ad Moolhuijzen · 
Hans Parrel · 
Nico van der Voet · 
Feike de Vries · 
Hans Wouda